# Onliassan
Onliassan est une commune rurale située dans le département de Léo de la province de Sissili dans la région du Centre-Ouest au Burkina Faso.

## Géographie
Onliassan est située à 10 km au sud-ouest de Léo.